# А-135
А-135 (перейменовано на А-235) (за класифікацією НАТО: ABM-4 Gorgon) — російська система протиракетної оборони, розгорнута навколо Москви для перехоплення боєголовок, що летять на місто або його околиці. Система була розроблена в Радянському Союзі і прийнята на озброєння в 1995 році. Система є наступницею попередньої А-35 і відповідає Угоді про обмеження системи протиракетної оборони 1972 року.
Оператором системи є 9-та дивізія протиракетної оборони, що входить до складу командування ППО і ПРО Військ повітряно-космічної оборони Росії.

## Історія
У доповідній записці з архіву Віталія Катаєва, написаній приблизно в 1985 році, передбачалося, що система «буде завершена в 1987 році для забезпечення захисту від удару 1-2 сучасних і перспективних МБР і до 35 ракет середньої дальності типу Pershing 2».
17 лютого 1995 року система А-135 отримала статус «боєздатної» (прийнятої на озброєння). Вона працює, хоча її компонент 51Т6 було знято з оброєння в лютому 2007 року. Очікується, що її замінить нова ракета (ПРС-1М). На полігоні Сари-Шаган у Казахстані є робоча тестова версія системи.

### Випробування
У листопаді 2017 року було проведено успішне випробування перехоплювача 53Т6. Швидкість цілі до 3 км/с (швидкість 53Т6 — 3 км/с), перевантаження при розгоні — 100 G, маневрування попереднього навантаження — 210 G.

## Структура
А-135 складається з РЛС бойового управління Дон-2Н і двох типів ракет ПРО. Він отримує дані з широкомасштабної російської радіолокаційної мережі раннього попередження, які надсилаються до командного центру, який потім передає дані відстеження на радар Дон-2Н. РЛС Дон-2Н — це велика РЛС бойового управління з фазованою решіткою з охопленням 360°. У 2007 році на дослідному зразку Дон-2НП у Сари-Шагані були проведені випробування для оновлення програмного забезпечення.
Російська радіолокаційна мережа раннього попередження складається з:
- Бістатична РЛС раннього попередження з активною фазованою антенною решіткою «Дар'ял»
- РЛС космічного спостереження[en] «Дніпро/Дністр»
- РЛС раннього попередження з фазованою антенною решіткою «Воронеж»
- Супутники раннього попередження УС-КМО, УС-К[en] і ЄКС[en]
- Служби командування, управління, зв'язку та розвідки

### Розгортання
Є щонайменше 68 активних пускових установок внутрішньоатмосферних ракет-перехоплювачів малої дальності 53Т6 з ядерним зарядом, по 12 або 16 ракет кожна, розгорнутих на п'яти пускових майданчиках. Вони випробовуються приблизно щорічно на полігоні Сари-Шаган. Крім того, на двох пускових майданчиках розміщено 16 знятих з озброєння пускових установок позаатмосферних ракет-перехоплювачів великої дальності з ядерним зарядом 51Т6 по 8 ракет у кожній.
| Місце             | Координати                                                                      | Кількість | Подробиці                                       |
| Активні           | Активні                                                                         | Активні   | Активні                                         |
| ----------------- | ------------------------------------------------------------------------------- | --------- | ----------------------------------------------- |
| Софрино           | 56°10′51.97″ пн. ш. 37°47′16.81″ сх. д. / 56.1811028° пн. ш. 37.7880028° сх. д. | 12        | Розміщено разом з РЛС «Дон-2Н»                  |
| Литкаріно         | 55°34′39.04″ пн. ш. 37°46′17.67″ сх. д. / 55.5775111° пн. ш. 37.7715750° сх. д. | 16        |                                                 |
| Корольов          | 55°52′41.09″ пн. ш. 37°53′36.50″ сх. д. / 55.8780806° пн. ш. 37.8934722° сх. д. | 12        |                                                 |
| Сходня            | 55°54′04.11″ пн. ш. 37°18′28.30″ сх. д. / 55.9011417° пн. ш. 37.3078611° сх. д. | 16        |                                                 |
| Внуково           | 55°37′32.45″ пн. ш. 37°23′22.41″ сх. д. / 55.6256806° пн. ш. 37.3895583° сх. д. | 12        |                                                 |
| Зняті з озброєння |                                                                                 |           |                                                 |
| Сергієв Посад-15  | 56°14′33.01″ пн. ш. 38°34′27.29″ сх. д. / 56.2425028° пн. ш. 38.5742472° сх. д. | 8         | Майданчик також використовувався в системі А-35 |
| Наро-Фомінськ-10  | 55°21′01.16″ пн. ш. 36°28′59.60″ сх. д. / 55.3503222° пн. ш. 36.4832222° сх. д. | 8         | Майданчик також використовувався в системі А-35 |

## Наступник
Наступна система під назвою «Самолет-М» (а нещодавно А-235) використовуватиме новий, звичайний варіант ракети 53Т6, яка буде розгорнута в колишніх шахтних шахтах 51Т6. Нова ракета ПРС-1М є модернізованим варіантом ПРС-1 (53Т6) і може використовувати ядерні або звичайні боєголовки. Вона може вражати цілі на дальності до 350 км і на висоті до 50 км.

## Галерея

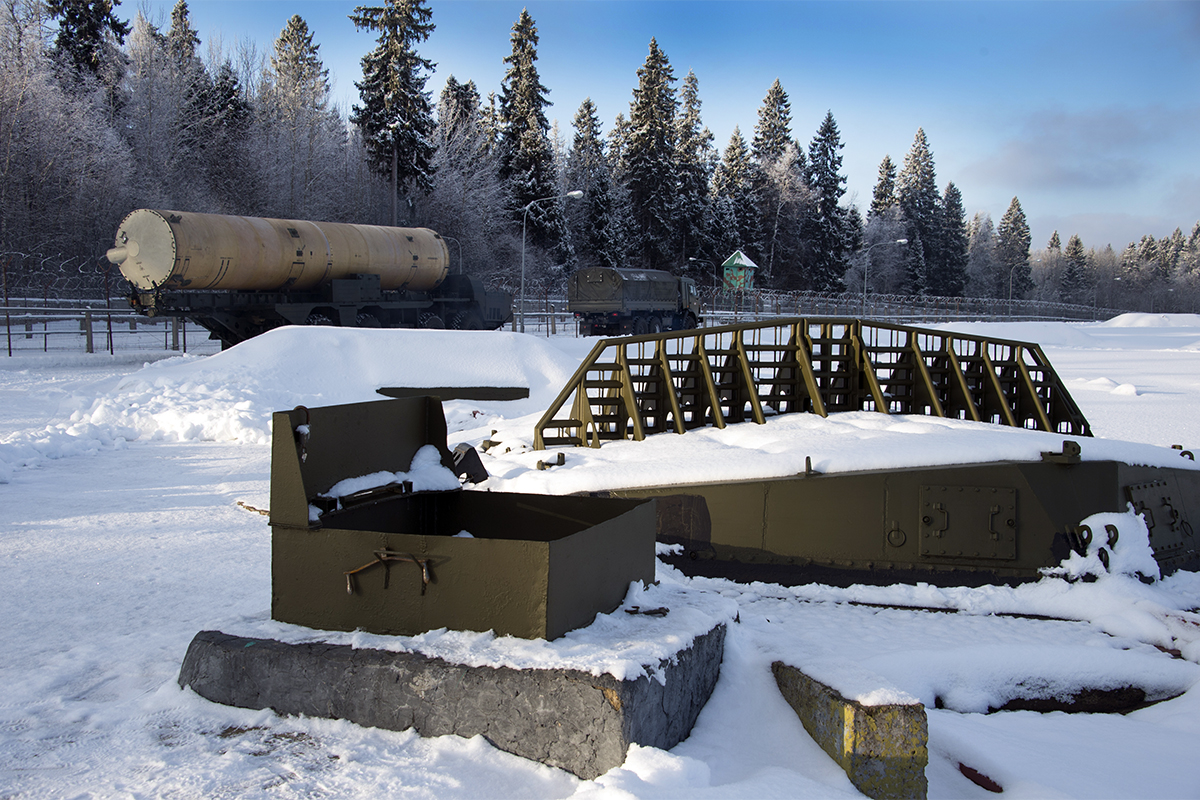
Шустерна установка ПРО під снігом, на задньому плані транспортер для ракети 53Т6
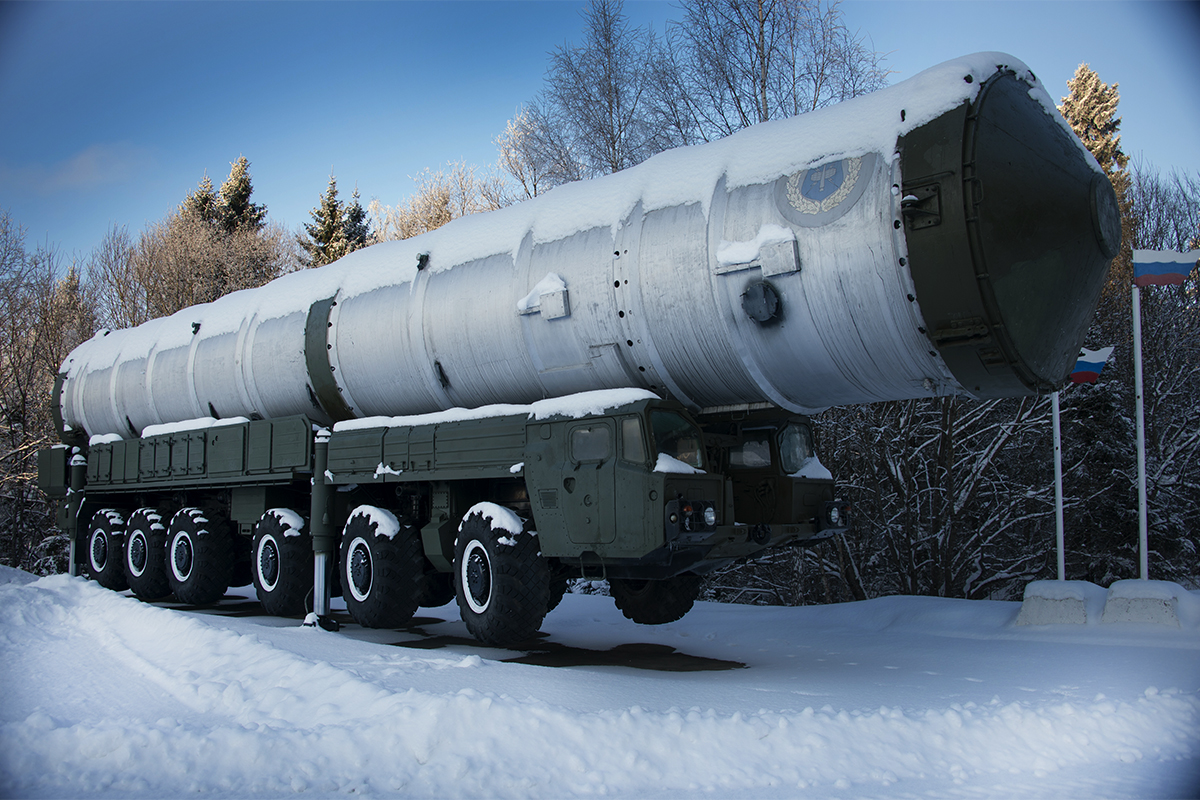
Транспортер для ракети 51Т6
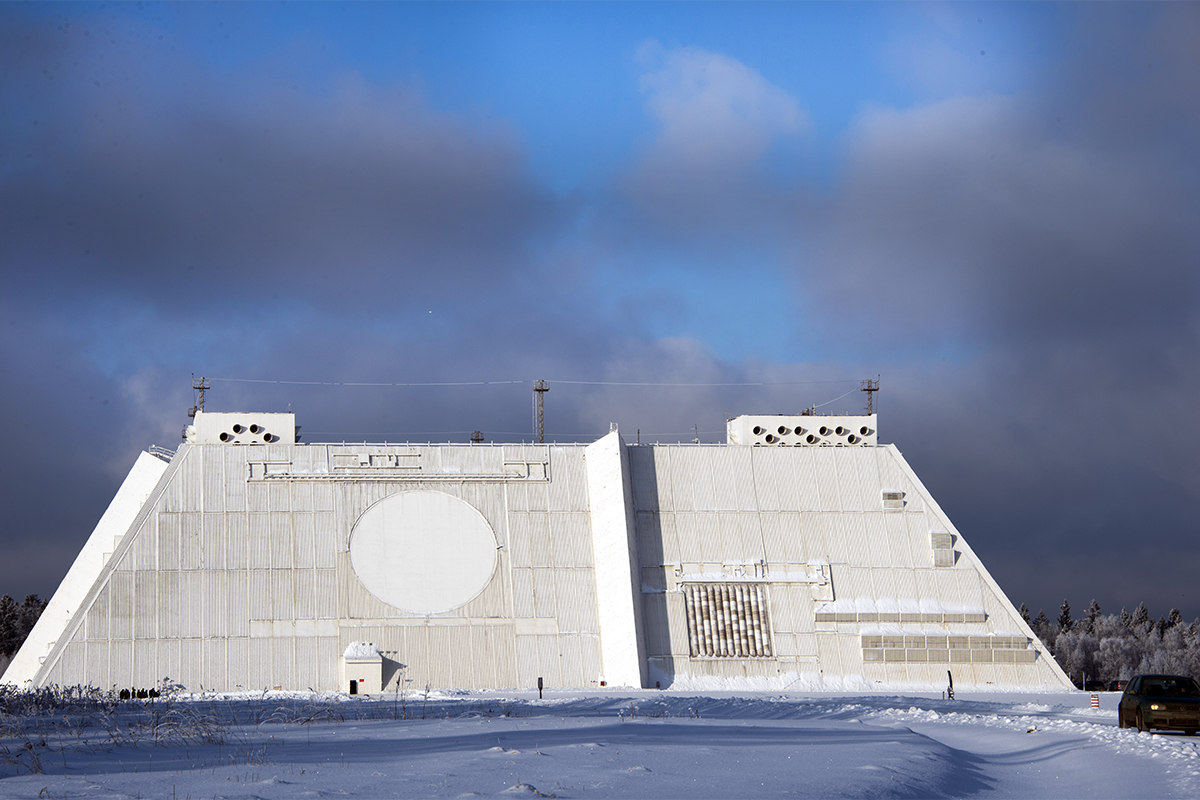
РЛС протиракетної оборони «Дон-2Н»